# Štěpán z Tetína
Štěpán z Tetína (před 1290? – 1338) byl český šlechtic, zemský notář, nejvyšší písař Království českého za vlády Jana Lucemburského. Byl pravděpodobně bratr Jana Volka (ze strany matky Anežky), nemanželského syna českého krále Václava II. Od Štěpána z Tetína odvozuje svůj původ rod pánů z Tetína.

## Majetek
Dne 24. června 1321 založil emfyteutickým právem vsi Dušníky, Dubenec, Rosovice, Kytín, Dobříš, Knín a Libčice a toto založení osvědčil dvěma listinami, vydanými na jeho sídelním hradě Tetíně. V letech 1321 až 1337 držel Březovou Lhotu spolu s Tetínem, Mníškem a Dobříší ve svém vlastnictví k tomu si 15. března 1322 pronajal od vyšehradské kapituly bývalý špitál při kostele Panny Marie před Týnem (budova pozdější Týnské fary. Dne 7. listopadu 1326 společně s prvorozeným synem, mělnickým proboštem Jindřichem, slíbili vyšehradské kapitule roční plat ze zboží v Zahrádkách a zaručili se za dluh probošta Jana Volka. Počínaje touto listinou přestal Štěpán používat přídomku z Tetína a dále se tituloval pouze jako notarius terrae. Dne  10. listopadu 1326 probošt Jan zastavil Štěpánovi na deset let vesnici a tvrz Tatce, přičemž ho v příslušné listině nazval nepotem nostrum. Královská listina z roku 1331 Štěpána připomíná jako purkrabí hradu Lichnice. O pět let později, v roce 1336 se s některými dalšími českými pány zúčastnil výpravy markraběte Karla do Tyrolska a 12. března 1338 směnil s křížovníky háj Mořiny u Dobřichovic za háj Roblín, přičemž na pečeti přivěšené k této listině je predikát „z Děvína“, vážící se k hradu Děvín nad Zlíchovem, který Štěpán nedlouho předtím vystavěl.
V roce 1338 je v zachovalém zlomku pohořelých zemských desk zaznamenáno, že zemřelý zemský notář Štěpán daroval klášteru svatého Tomáše na Malé Straně ves Březovou čili Lhotku. V klášteře svatého Tomáše na Malé Straně založil kapli svatého Filipa a Jakuba v jehož ambitu byl pohřben.

## Erb
Erbovní figurou Štěpána z Tetína a jeho potomků byl býk či spíše vůl, černý na stříbrném štítu. U pánů z Ronovce pak na modrém štítu černý býk se zlatou zbrojí (rohy a kopyta).

## Potomci Štěpána z Tetína
- Jindřich (kolem roku 1300 –- † 1348), prvorozený syn Štěpána z Tetína
  - Poprvé zmiňován v listině z 8. července 1320 jako probošt mělnický.[12]
  - 1338 převzal úřad nejvyššího zemského písaře.
  - 10. června 1340 se připomíná jako zemský notář, probošt mělnický.[13]
  - V letech 1341 až 1343 vykonával navíc funkci kancléře markraběte Karla.[14]
  - Na podzim roku 1341 byl zvolen proboštem pražským[15]
  - V roce 1342 potvrdili Jindřich, Jan a Mikuláš směnu háje Mořiny u Dobřichovic za háj Roblín z roku 1338[16]
  - Před rokem 1348 prodal spolu s bratry tetínské zboží Karlovi IV., který je přičlenil k nově vytvořenému dominiu karlštejnskému.[17]
  - Naposledy se připomíná v královských listinách z 27. srpna 1348.[18]
- Markéta, dcera Štěpána z Tetína, pohřbená v ambitu svatotomášského kostela.[19]
- Jan (Ješek) († mezi 1393–1397) (z Tetína, Makotřas, Zlíchova, Ronovce) 
  - v roce 1342 potvrdili Jindřich, Jan a Mikuláš směnu háje Mořiny u Dobřichovic za háj Roblín z roku 1338[16]
  - V roce 1351 Jan ze Zlenic zastavil hrad Zlenice bratrům Štěpánovi a Ješkovi z Tetína.
  - 21. července 1356, Štěpán, kanovník pražský a zemský notář a jeho bratr Ješek, používající v tomto případě predikátu "z Makotřas" prodali pražskému měšťanu Zejdlinovi plat na Zlíchově a Makotřasích.[20] Zároveň oba vykonávali podací právo v blízkých Lidicích.[21]
  - Mezi lety 1361 - 1376 prodali bratři Štěpán a Ješek hrad Děvín kartouzskému klášteru na Újezdě.[22]
  - 1. prosince 1362 udělil Janovi nejvyšší maršálek Čeněk z Lipé a jeho syn Jindřich jako léno hrad Ronovec ve východních Čechách,[23] od té doby se píše z Ronovce.
  - 20. července 1364 vykonával podací právo v kostele v Dolní Krupé.[24]
  - Jan vlastnil i některé drobné středočeské reality, patrně součást otcovského dědictví. Šlo zejména o ves Bynice u Říčan, k níž se váže zajímavý zápis ve vizitačním protokole Pavla z Janovic: "Tomáš a Mořic, obyvatelé a radní ve vsi Čestlice vypověděli, že vznešený pan Jan z Ronovce, ačkoli má legitimní choť, vystřídal mnoho milenek, z nichž poslední Elišku řečenou Beznoska si drží jako hospodyni ve svém bynickém dvoře, jezdí za ní a má s ní dospělého syna. Kromě toho prý umístil v Bynicích i další svou milenku Kunhutu, jež s ním dříve žila na Ronovci. Další svědek, čestlický farář Jakub k tomu podotkl, že Eliška řečená Beznoska je navíc vdaná a její manžel rovněž žije v Bynicích.[25] 
  - V roce 1382 vystoupil proti královské odúmrti ve Vysočanech, kde jeho zemřelý bratr Štěpán vlastnil nějaký majetek, jménem pozůstalé vdovy Kateřiny a jejího syna Jana, kteří jsou v této souvislosti uvedeni s predikátem z Přítočna.
  - V roce 1383 obhajoval Jan z Ronovce jménem svým i Kateřiny a Jana z Přítočna prodej ročního platu v Hospozíně.[26]
  - Naposledy se připomíná v roce 1393, kdy vystupuje společně se svým stejnojmenným synem Janem jako patron kostela v Dolní Krupé.[24]
- Mikuláš († po roce 1342)
  - v roce 1342 potvrdili Jindřich, Jan a Mikuláš směnu háje Mořiny u Dobřichovic za háj Roblín z roku 1338.[16] Tato listina je poslední zmínkou o Mikulášovi, který patrně záhy po tomto datu zemřel.[27]
- Štěpán († 2. 7. 1382)
  - 17. března 1351 poprvé připomínán jako vykonavatel úřadu zemského písaře (po Jindřichově smrti), uváděn jako pražský kanovník.
  - V roce 1351 Jan ze Zlenic zastavil hrad Zlenice bratrům Štěpánovi a Ješkovi z Tetína.
  - 3. dubna 1352 se v papežské listině připomíná jako farář v moravských Jaroměřicích.[28]
  - 21. července 1356, Štěpán, kanovník pražský a zemský notář, a jeho bratr Ješek, používající v tomto případě predikátu z Makotřas prodali pražskému měšťanu Zejdlinovi plat na Zlíchově a Makotřasích[20] Zároveň oba vykonávali podací právo v blízkých Lidicích.[21]
  - Mezi lety 1361 - 1376 prodali bratři Štěpán a Ješek hrad Děvín kartouzskému klášteru na Újezdě.[22]
  - V roce 1367 držel prebendu ve Ctiněvsi, Zátvoře a Sobíně..[29]
  - V roce 1371 držel obedience v Auněticích[29]
  - Ve vizitačním protokole pražského arcijáhna Pavla z Janovic, vzniklém v letech 1379 - 1382 uvádí unhošťský farář Jakub, že zemský notář Štěpán si ve Velkém Přítočně drží konkubínu Kateřinu, jíž často navštěvuje a s níž má tři nebo čtyři děti.[30]
  - Naposledy se připomíná mezi dalšími zemskými úředníky v roce 1382.
  - Manželka Kateřina se jako vdova po Štěpánovi naposledy připomíná v roce 1391.[31]

## Další členové rodu
- Jan z Ronovce, syn Jana z Ronovce 
  - V květnu 1397 vystupuje jako patron kostela v Dolní Krupé jako „Johannis de Ronowicz alias de Sunnenburg“.[24]
  - Po smrti Jindřicha z Lipé na počátku 15. století během dědických sporů z Ronovce vypuzen a dále žil jako člen bojových šlechtických družin, nezřídka se zabývajících i loupežnictvím[32]
- Petr z Ronovce, syn Jana z Ronovce 
  - Po smrti Jindřicha z Lipé na počátku 15. století během dědických sporů z Ronovce vypuzen a dále žil jako člen bojových šlechtických družin, nezřídka se zabývajících i loupežnictvím.[32]
- Jan z Přítočna, syn Štěpána a Kateřiny
  - 1380 uváděn jako student pražské univerzity.
  - Naposledy se připomíná v roce 1405[17]